# Xanthostigma
Xanthostigma is een geslacht van kameelhalsvliegen uit de familie van de Raphidiidae. 
Xanthostigma werd voor het eerst wetenschappelijk beschreven door Navás in 1909.

## Soorten
Het geslacht Xanthostigma omvat de volgende soorten:
- Xanthostigma aloysianum (A. Costa, 1855)
- Xanthostigma corsicum (Hagen, 1867)
- Xanthostigma gobicola U. Aspöck & H. Aspöck, 1990
- Xanthostigma xanthostigma (Schummel, 1832)
- Xanthostigma zdravka (Popov et al., 1978)